# Первинні поселення бессарабських німців
Первинні поселення бессарабських німців — перелік поселень, створених німецькими переселенцями на території Бессарабії на початку 19 ст.

## Історія
Після входження земель Бессарабії у склад Російської імперії почалась активна колонізація нової території.
Серед багатьох переселенців були й німці з різних регіонів Німеччини — Прусії, Саксонії, Швабії тощо. Новоприбулі німці заснували ряд поселень, що існують до нашого часу.
Велика кількість цих поселень отримала назви, пов'язані зі Франко-російською війною 1812 року: «Бородіно» на честь Бородинської битви, «Красне» на честь битви під Красним, «Тарутине» на честь Тарутинського бою, «Клятиця» на честь битви під Клястицями, «Березине» на честь битви на Березині.

## Перелік поселень
| Номерна назва | Початкова німецька назва | Початкова російська назва | Сучасна назва                        |
| ------------- | ------------------------ | ------------------------- | ------------------------------------ |
| Село № 1      | —                        | Бородіно                  | Буджак                               |
| Село № 2      | —                        | Красне                    | Красне                               |
| Село № 3      | —                        | Тарутине                  | Бессарабське                         |
| Село № 4      | Кльостіц                 | Клястиця                  | Весела Долина                        |
| Село № 5      | Кульм                    | —                         | Підгірне                             |
| Село № 6      | Віттенберґ               | —                         | Малоярославець Перший                |
| Село № 7      | —                        | Березине                  | Соборне                              |
| Село № 8      | Ляйпціґ                  | —                         | Серпневе                             |
| Село № 9      | Альт-Ельфт               | Шампанауз                 | Садове                               |
| Село № 10     | Алекзюсверт              | Париж                     | Веселий Кут                          |
| Село № 11     | —                        | Арциз                     | Арциз                                |
| Село № 12     | Петервунш                | —                         | арцизький аеропорт «Червоноглинське» |
| Село № 13     | Тепліц                   | Теплиця                   | Теплиця                              |
| Село № 14     | Кацбах                   | —                         | Лужанка                              |
| Село № 15     | Сарата                   | Сарата                    | Сарата                               |
| Село № 16     | Альт-Постталь            | —                         | Малоярославець Другий                |
| Село № 17     | Ной-Арциз                | Новий Арциз               | Вишняки                              |
| Село № 18     | Ной-Ельфт                | —                         | Новоселівка                          |
| Село № 19     | Ґнаденталь               | —                         | Долинівка                            |
| Село № 20     | Ліхтенталь               | —                         | Світлодолинське                      |
| Село № 21     | Денневіц                 | —                         | Прямобалка                           |
| Село № 22     | Фріденсталь              | —                         | Мирнопілля                           |
| Село № 23     | Плоцьк                   | —                         | Плоцьк                               |
| Село № 24     | Гоффнунґсталь            | —                         | Надія                                |
|               | Гофнунґсфельд            | —                         | Надія                                |